# Bombycilaena
Bombycilaena es un género de plantas con flores de la familia de las asteráceas. Comprende siete especies descritas y de estas, solo dos aceptadas.

## Descripción
Son hierbas anuales, densamente tomentosos-algodonosas olanosas, caulescentes. Hojas alternas, inermes. Capítulos sentados reunidos en glomérulos globosos axilares o terminales. Brácteas involucrares lanuginosas; las externas escariosas; las internas coriáceas, en forma de casco, comprimidas lateralmente y encerrando 1 flor femenina. Receptáculo cilíndrico con brácteas interseminales. Capítulos disciformes y heterógamos, flores externas disciformes y femeninas y 2-3 flores internas flosculas y hermafroditas. Aquenios obovoideos. Vilano ausente.

## Taxonomía
El género fue descrito por Smoljaninova y publicado en Bot. Mater. Gerb. Bot. Inst. Komarova Akad. Nauk. SSSR 17: 448. 1955.

## Especies
A continuación se brinda un listado de las especies del género Bombycilaena aceptadas hasta julio de 2012, ordenadas alfabéticamente. Para cada una se indica el nombre binomial seguido del autor, abreviado según las convenciones y usos.
- Bombycilaena discolor (Pers.) M.Laínz
- Bombycilaena erecta (L.) Smoljan.